# Phoenix Gold
Phoenix Gold, il cui nome esteso è Phoenix Gold International, Inc, è un'azienda statunitense con sede a Portland e nata nel 1991 in Oregon, specializzata nella realizzazione di apparecchiature audio e video hi-end per casa e per auto, sistemi home-theater, e accessori audio. La compagnia vende i propri prodotti sotto i marchi Phoenix Gold, Carver Professional, e Audiosource.

## Storia
Fondata in origine nel 1985 in Oregon, la Phoenix Gold si occupava della commercializzazione di un solo prodotto: accessori e cavi audio di alta qualità. Attualmente la compagnia possiede tre linee separate di prodotti ovvero:
- Accessori
- Elettroniche
- Altoparlanti

Dal 1990 commercializza anche:
- Amplificatori di potenza
- Equalizzatori
- Crossover
- Stadi di linea

e dal 1994:
- Altoparlanti
  - tweeter
  - midrange
  - altoparlanti per medio-bassi
  - subwoofer

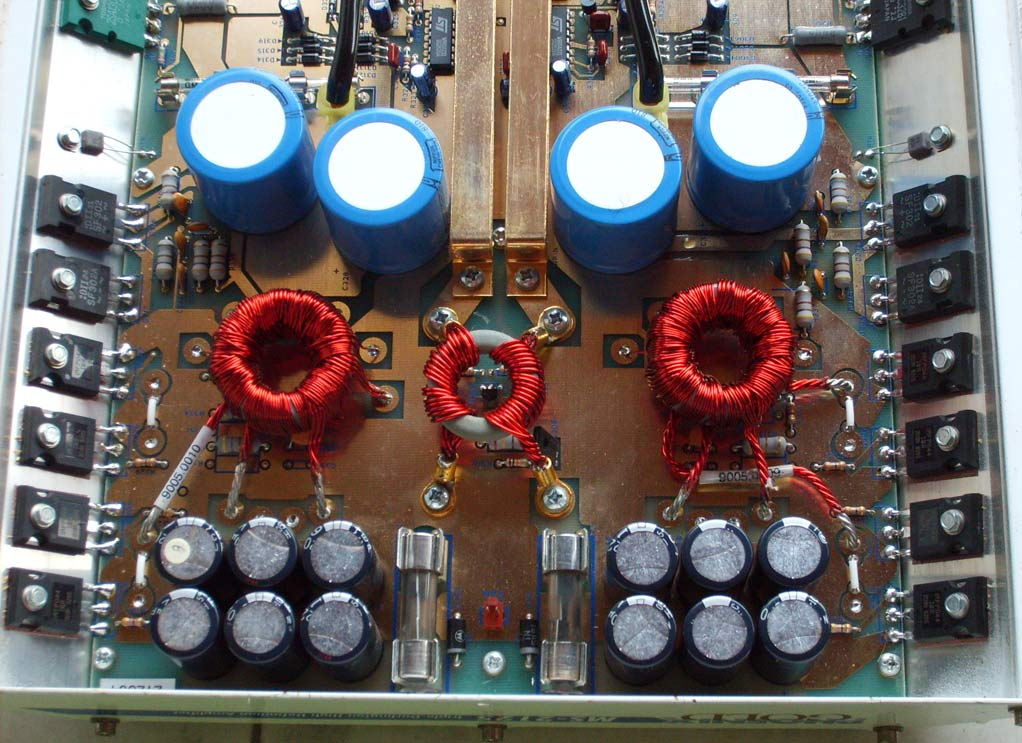
MS 2125 serie bianca: particolare dell'alimentatore switching

Dal 1995 la Phoenix Gold espande la propria linea di prodotti acquisendo la Carver Corporation (legalmente registrata come Carver Professional) ovvero un'azienda specializzata nel progetto, costruzione, diffusione e vendita di amplificatori ed accessori audio professionali.
Nel dicembre del 2000 viene ad aggiungersi la Audiosource che, specializzata in sistemi di diffusione domestica compatti e non, e all'esperienza in ambito home-theater, aggiunge ulteriore canali distributivi alla Phoenix Gold.
Dal gennaio del 2004 la Phoenix Gold ha annunciato l'acquisizione della Carver Corporation e del nome stesso Carver, promettendo ulteriori sviluppi futuri nell'audio professionale e non solo.

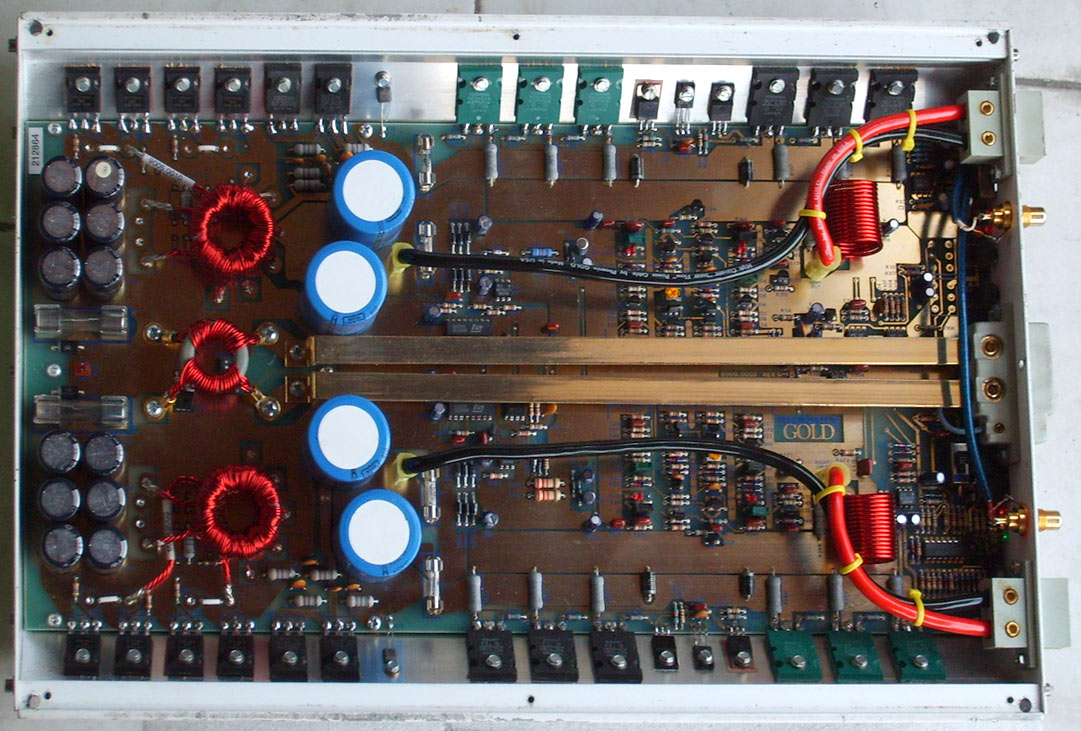
Uno dei modelli di punta visto internamente: l'MS 2125

## I prodotti

### Sommario dei prodotti
La Phoenix Gold produce:
- Accessori speciali
- Amplificatori
- Box per subwoofers
- Condensatori
- Cavi di alimentazione
- Cavi di segnale
- Connessioni
- Controlli Remoti
- Crossover attivi
- Disgiuntori
- Distributori
- Equalizzatori
- Fusibili
- Kit e sistemi
- Materiali smorzanti
- Moquette
- Morsetti
- Portafusibili
- Preamplificatori
- Processori
- Similpelle
- Strumenti di misura
- Subwoofer singoli
- Tele acustiche
- Terminali
- Woofer e altoparlanti in genere

## I modelli e le potenze

### La serie MS
La fama della Phoenix Gold è storicamente dovuta ai modelli della famosa serie MS, il cui significato identifica il termine "Mobile Series".
La serie MS è stata prodotta dal 1991 e il 1995.
La serie MS è presente attualmente nel mercato dell'usato con quotazioni notevoli, che stanno ad indicare una affidabilità ed una qualità ancor oggi invidiata da molti apparecchi moderni e costosi.
Le tecnologie applicate alla serie MS si riconoscono dal colore esterno dello chassis, grigio sulla prima serie, bianco nelle serie seguenti. La serie grigia, pur essendo più vecchia, è invece la più ricercata, grazie ad una scelta particolarmente curata dei componenti passivi ed una selezione mirata dei componenti attivi.
Il modello MS 1000 è formato da due MS 2250 collegati sotto un unico dissipatore e chassis.

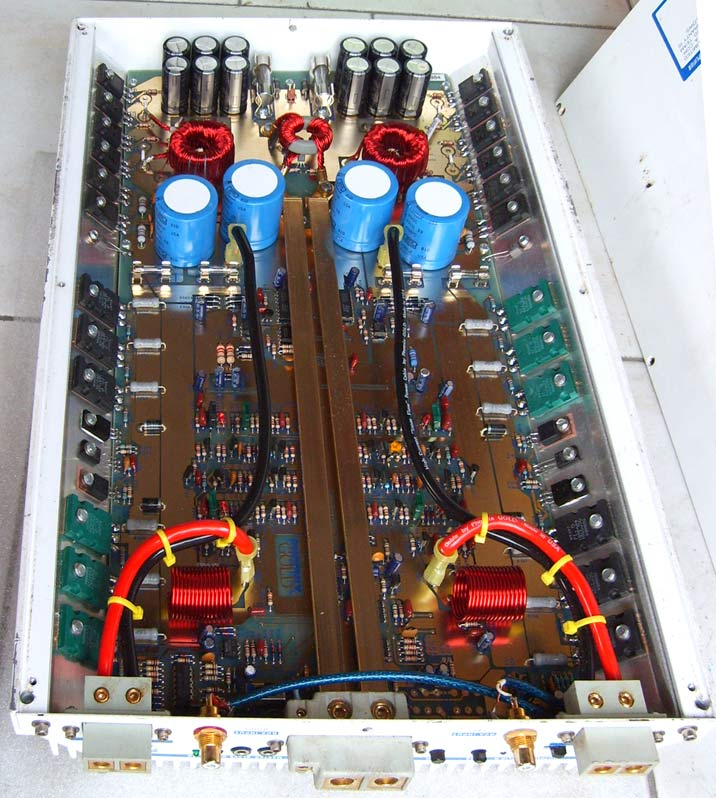
MS 2125 serie bianca: l'amplificatore audio in primo piano

|             | Potenza su 4 ohm | Potenza su 2 ohm | Potenza a ponte |
| ----------- | ---------------- | ---------------- | --------------- |
| MS 250      | 50/50            | 90               | 180             |
| MS 275      | 75/95            | 125              | 280             |
| MS 2125     | 125/160          | 255              | 510             |
| MS 2250     | 250/340          | 520              | 1050            |
| MS 1000 4ch | 250/340 x 4ch    | 520 x 4ch        | 1050 x 2ch      |

### La serie MPS
La MPS, letteralmente Mobile Professional Series rappresenta la naturale evoluzione della MS in termini di impedenza di carico più che di potenza. La MPS infatti, mantenendo configurazioni circuitali simili alla precedente MS, consente di spingersi bel sotto i 4 ohm di impedenza minima, arrivando a 2, 1, e addirittura mezzo ohm.
Questa serie è stata soprannominata anche "imbrogliona" (cheater) in quanto di potenza relativamente ridotta, e quindi utilizzabile su categorie basse nelle gare IASCA o USAC, ma capaci di fornire su carichi molto ostici potenze enormemente maggiori di qualunque concorrente di pari potenza dichiarata.
La potenza è espressa in Watt RMS.
La prima colonna esprime due valori, il primo con alimentazione a 12 volt, il secondo con 14.4 volt.
|          | Potenza su 4 ohm | Potenza su 2 ohm | Potenza a ponte |
| -------- | ---------------- | ---------------- | --------------- |
| MPS 2220 | 22               | 44               | 120             |
| MPS 2240 | 24/36            | 65               | 288             |
| MPS 2500 | 50/80            | 125              | 510             |

### La serie MQ
Serie ridotta studiata partendo dai migliori componenti all'epoca disponibili.
|        | Potenza su 4 ohm | Potenza su 2 ohm | Potenza a ponte |
| ------ | ---------------- | ---------------- | --------------- |
| MQ 430 | 30/50            | 90               | 100             |

### Dati tecnici comuni
Le dimensioni sono in cm.
| Risposta in frequenza                       | +/-1 dB from 20 Hz to 20 kHz |
| Rapporto segnale/rumore                     | >100 dB                      |
| Sensibilità di ingresso                     | 200 millivolts to 2 volts    |
| Impedenza di ingresso                       | >30k ohm                     |
| Tensioni di ingresso                        | 10.5 volts to 15.0 volts     |
| Corrente a riposo tipica                    | 3 A                          |
| Impedenza minima serie MS                   | 2 ohm bridged/1ohm stereo    |
| Impedenza minima serie MPS                  | 1 ohm bridged/ .5 ohm stereo |
| Dimensioni: MS250, MS275, MPS 2220, MPS2240 | 21.59 La x 30.0 Pr x 6.1 Al  |
| Dimensioni: MS2125, MPS2500                 | 43.1 La x 30.0 Pr x 6.1 Al   |
| Dimensioni MS2250                           | 64.8 La x 30.0 Pr x 8.5 Al   |
| Dimensioni MS1000                           | 89.5 La x 30.0 Pr x 8.5 Al   |
| Dimensioni: MQ430                           | 30.0 La x 28.0 Pr x 6.1 Al   |

### La Serie RSD
Si compone di amplificatori monofonici, 2 canali stereo, e 4 canali. Il nome deriva da "Radial" Sd.
La potenza è espressa in Watt per canale e la misura è fatta alla frequenza di 1 kHz e 1% di distorsione nominale.

#### Monofonici
|           | Potenza su 4 ohm | Potenza su 2 ohm |
| --------- | ---------------- | ---------------- |
| RSd300.1  | 200              | 310              |
| RSd600.1  | 425              | 650              |
| RSd1200.1 | 775              | 1200             |

#### 2 Canali
|          | Potenza su 4 ohm | Potenza su 2 ohm |
| -------- | ---------------- | ---------------- |
| RSd250.2 | 87               | 130              |

#### 4 Canali
|          | Potenza su 4 ohm | Potenza su 2 ohm |
| -------- | ---------------- | ---------------- |
| RSd300.4 | 53               | 80               |
| RSd500.4 | 85               | 135              |

### La serie Xenon
Questa serie, che conta ben presto 6 nuovi modelli ed alcune varianti, si caratterizza per l'utilizzo massiccio di componenti smd, che conferiscono allo stampato un'aria di modernità ma anche di fragilità. A conti fatti, invece, la serie Xenon riscuoterà un discreto successo, soprattutto tra gli appassionati entry-level.
|          | Potenza su 4 ohm stereo | Potenza su 4 ohm a ponte | Dimensioni                 |
| -------- | ----------------------- | ------------------------ | -------------------------- |
| X 100.2  | 2x100                   | 1x200                    | 35.6 cm x 26.9 cm x 6.4 cm |
| X 100.4  | 4x100                   | 2x200                    | -                          |
| X 200.2  | 2x200                   | 1x400                    | 39.4 cm x 26.9 cm x 6.4 cm |
| X 200.4  | 4x200                   | 2x400                    | 55.9 cm x 26.9 cm x 6.4 cm |
| X 600.1  | 1x600                   | -                        | 46.4 cm x 26.9 cm x 6.4 cm |
| X 1200.1 | 1x1200                  | -                        | 55.9 cm x 26.9 cm x 6.4 cm |

## MS, Master e Slave
MS ha una corrispondenza anche con le iniziali dei termini inglesi master e slave, ovvero una modalità di funzionamento consentita proprio da questa serie di apparecchi (vedi MS, Master e Slave).
I primi amplificatori delle serie MS possiedono due jack femmina di ingresso da 3.5 mm, recanti la serigrafia Master e Slave, che consentono la creazione di un collegamento, in gergo link, tra un amplificatore principale, detto "master", e tutti i secondari, detti "slave".
Per capirne l'utilità, bisogna conoscere la modalità di funzionamento di un alimentatore switching, dove un segnale impulsivo comanda i Mosfet che commutano l'alimentazione a 12 volt, che può venir immessa su un trasformatore ad alta frequenza.
La macchina master genera detto clock e lo propaga a tutte le altre slave tramite un jack di collegamento e un semplice cavo. Le macchine slave possono bypassare il clock interno e predisporsi alla sincronizzazione con clock esterno.
Nel cablaggio di più amplificatori nella stessa auto, un clock unico per tutti gli amplificatori consente la cancellazione di ogni rumore e disturbo nella banda audio e in quella radiofonica AM.
Nonostante fosse stata concettualmente introdotta per evitare problemi durante la fase di installazione, la tecnologia Master-slave risultò piuttosto pericolosa. Infatti un semplice collegamento errato poteva portare alla rottura dell'alimentatore di una o più macchine. Ecco il motivo per cui determinati apparecchi della serie MS ne sono sprovvisti.
Per il collegamento di Master e Slave è necessario configurare in modo opportuno degli appositi switch.

## Il Mistero degli switch
In una pagina FAQ ormai scomparsa da internet, ospitata nel vecchio sito dell'azienda, veniva spiegato il significato degli switch posizionati sul circuito stampato dei primi amplificatori della serie MS.

### Lo switch rosso/giallo
Questo interruttore a due posizioni, al centro del circuito stampato, riportava il disegno di un punto rosso da un lato, e di un punto giallo dall'altro. In posizione "rosso" l'alimentatore veniva abilitato ad erogare una corrente notevolmente maggiore del normale, senza che intervenisse immediatamente la protezione in corrente. Questa configurazione venne molto usata per spingere l'amplificatore a sopportare impedenze di uscita attorno ai 2 ohm. Questa possibilità si figurava come l'alternativa all'installazione di una ventola di raffreddamento, consentendo all'alimentatore di lavorare con più regolarità e con dissipazione inferiore.
All'uscita di fabbrica l'interruttore si trova in posizione "giallo".

### Lo switch blu
Questo interruttore comanda il funzionamento in master o slave dell'apparecchio. Su uno dei lati dell'interruttore è presente un punto blu, dove è posizionato all'uscita di fabbrica. Tale situazione iniziale preconfigura l'amplificatore a lavorare come slave.
Disponendo una configurazione a più amplificatori questo switch va impostato a seconda della funzione che ricoprirà l'apparecchio.